# Giambattista Diquattro
Giambattista Diquattro (Bolonha, 18 de março de 1954) é um arcebispo italiano e diplomata da Santa Sé. Desde 2020, ocupa o cargo de Núncio Apostólico no Brasil. Com uma carreira extensa no serviço diplomático do Vaticano, Diquattro serviu como núncio apostólico em vários países, incluindo Panamá, Bolívia, Índia e Nepal. Ele também é arcebispo titular de Giru Mons desde 2005.

## Vida
Giambattista Diquattro nasceu em Bolonha, Emília-Romanha, Itália, em 18 de março de 1954. Foi ordenado sacerdote no dia 24 de agosto de 1981, pelo Bispo de Ragusa, Ângelo Rizzo. Esteve na Universidade de Catânia onde é mestre em Direito Civil; na Pontifícia Universidade Lateranense, em Roma, onde é em doutor em Direito Canônico e na Pontifícia Universidade Gregoriana, também em Roma, onde é mestre em Teologia Dogmática.
Em 1 de maio de 1985, Giambattista Diquattro ingressou no Serviço Diplomático da Santa Sé. Serviu em nunciaturas apostólicas e missões diplomáticas na República Centro-Africana, República Democrática do Congo e Chade, nas Nações Unidas em Nova York, e mais tarde na Secretaria de Estado do Vaticano, e na Nunciatura Apostólica na Itália.
Em 12 de maio de 1987, o Papa João Paulo II concedeu-lhe o título honorário de Capelão de Sua Santidade (Monsenhor). Mais tarde, Giambattista Diquattro foi empregado na Secretaria de Estado do Vaticano.
Em 2 de abril de 2005 recebeu a nomeação a arcebispo titular de Giru Mons e núncio apostólico no Panamá, pelo Papa João Paulo II. Presidiu sua ordenação episcopal o até então Cardeal Secretário de Estado, Angelo Sodano, em 4 de junho daquele ano; os co-cosagrantes foram o núncio apostólico na Itália e San Marino, Dom Paolo Romeo e o Bispo de Ragusa, Paolo Urso. Diquattro foi o último clérigo italiano a servir durante o pontificado de João Paulo II que recebeu a nomeação episcopal.
Já em 21 de novembro de 2008, o Papa Bento XVI o nomeou a núncio apostólico na Bolívia.
Em 21 de janeiro de 2017, o Papa Francisco o nomeou núncio apostólico na Índia e no Nepal. Em 29 de agosto de 2020, foi nomeado Núncio Apostólico no Brasil.